# George of Wales
HRH Prince George Alexander Louis of Wales (* 22. Juli 2013 in London als Prince George Alexander Louis of Cambridge) ist ein britischer Adliger aus dem Haus Windsor. Er ist das erste Kind des britischen Kronprinzen William, Prince of Wales, und dessen Frau, Catherine, Princess of Wales. Als ältester Enkel von König Charles III. steht er nach seinem Vater an zweiter Stelle der britischen Thronfolge.

## Leben
George of Cambridge wurde am 22. Juli 2013 im St. Mary’s Hospital in London geboren, in dem auch sein Vater Prinz William zur Welt gekommen war. Er hat zwei jüngere Geschwister: Prinzessin Charlotte (* 2. Mai 2015) und Prinz Louis (* 23. April 2018). Er lebt mit seinen Eltern und seinen Geschwistern auf Schloss Windsor in Berkshire sowie in Anmer Hall in Norfolk.
Am 23. Oktober 2013 wurde George in der Chapel Royal im St James’s Palace im engsten Familienkreis vom Erzbischof von Canterbury getauft. Seine Taufpaten sind Zara Tindall, William van Cutsem, Hugh Grosvenor, 7. Duke of Westminster, Jamie Lowther-Pinkerton, Julia Samuel, Oliver Baker und Emilia Jardine-Paterson.
Im April 2014 nahmen ihn seine Eltern zum ersten Mal auf eine Auslandsreise nach Australien und Neuseeland mit. Allgemein wurde der Besuch mit einer steigenden Popularität des britischen Königshauses, das in beiden Ländern das Staatsoberhaupt stellt, in Verbindung gebracht.
Von Januar 2016 bis September 2017 besuchte George den Kindergarten Westacre Montessori School in Norfolk. Ab September 2017 besuchte er die Thomas’s School in Battersea im Südwesten Londons. Im September 2022 wechselten er und seine Geschwister auf die Lambrook School in Berkshire.

## Öffentliche Wahrnehmung und Auftritte
Schon vor der Geburt des Thronfolgers wurde erwartet, dass diese (vor allem durch Tourismus, Souvenirverkauf und Festlichkeiten, die mit der Geburt zusammenhängen) einen Umsatz von 260 Millionen britischen Pfund generiert. Als Antwort auf das wachsende öffentliche Interesse eröffnete am 28. Juni 2013 das Museum of London eine Ausstellung, die sich königlicher Kinderkleidung widmete. Bereits Wochen vor der Geburt versammelten sich Journalisten aus aller Welt vor dem Krankenhaus, in dem die Geburt des Kindes erwartet wurde.
The Washington Post bezeichnete ihn als das bekannteste Baby weltweit (englisch the world’s most famous baby). Er wurde vor Bekanntgabe seines Namens in den Medien oft als Royal Baby oder Baby Cambridge bezeichnet.
Im April 2014 hatte er seinen ersten öffentlichen Auftritt, als er mit seinen Eltern nach Australien und Neuseeland reiste. 2016 wurde ein Foto von ihm veröffentlicht, auf dem er im Bademantel dem damaligen US-Präsidenten Barack Obama die Hand schüttelt. Im Juli 2017 besuchte er mit seinen Eltern und seiner Schwester erstmals Deutschland. Im April 2020 wurde ein Video veröffentlicht, auf dem er mit seinen Eltern und Geschwistern den Arbeitern in systemrelevanten Berufen während der COVID-19-Pandemie applaudierte. Im Sommer 2020 war in der Öffentlichkeit erstmals seine Stimme zu hören, als er und seine Geschwister in einer Videobotschaft dem Naturforscher David Attenborough Fragen stellten. Im Dezember 2020 hatte er seinen ersten Auftritt auf dem roten Teppich; mit seiner Familie besuchte er ein Theaterstück in London. Im März 2021 wurden anlässlich des Muttertages Grußkarten von ihm und seinen Geschwistern an seine verstorbene Großmutter Diana veröffentlicht. Im Sommer 2021 besuchte er bei der Fußball-Europameisterschaft 2021 gemeinsam mit seinen Eltern mehrere Spiele der englischen Fußballnationalmannschaft im Wembley-Stadion, darunter auch das Finale. Des Weiteren nimmt George seit seiner Geburt am jährlichen Trooping the Colour im Juni teil. Auch werden in unregelmäßigen Abständen gemeinsame Porträts von ihm, Prinz William und König Charles III. veröffentlicht.
Bei der Krönungszeremonie von Charles III. war George mit 9 Jahren der jüngste der vier Pagen, die die Crimson Robe beim Einzug hinter dem König trugen.

## Titel und Thronfolge
Am 31. Dezember 2012 verfügte Königin Elisabeth II. durch ein Letters Patent, dass alle (zukünftigen) Kinder von Georges Vater William den Titel und die Anrede Royal Highness erhalten, nicht nur, wie bis dahin üblich, der älteste Sohn.
Offiziell wird George seit der Ernennung seines Vaters zum Prince of Wales am 9. September 2022 als His Royal Highness Prince George of Wales tituliert. Nach dem Tod seiner Urgroßmutter am Vortag wurde er kurzfristig als His Royal Highness Prince George of Cornwall and Cambridge tituliert. Vorher war sein Name His Royal Highness Prince George of Cambridge.
In der britischen Thronfolge steht er an zweiter Stelle, vor ihm steht sein Vater William, hinter ihm stehen seine jüngere Schwester Charlotte und sein jüngerer Bruder Louis. Von seiner Geburt bis zum Tod Königin Elisabeths waren vier Generationen von (zukünftigen) britischen Monarchen gleichzeitig am Leben: Prinz George, Prinz William, Prinz Charles und Königin Elisabeth. Das gab es zuletzt zwischen 1894 und 1901, in den letzten Jahren der Herrschaft Queen Victorias.

## Vorfahren
| Ahnentafel Prince George of Wales | Ahnentafel Prince George of Wales                                                               | Ahnentafel Prince George of Wales                                                               | Ahnentafel Prince George of Wales                                                    | Ahnentafel Prince George of Wales                                                    | Ahnentafel Prince George of Wales                                              | Ahnentafel Prince George of Wales                                              | Ahnentafel Prince George of Wales                                              | Ahnentafel Prince George of Wales                                              |
| --------------------------------- | ----------------------------------------------------------------------------------------------- | ----------------------------------------------------------------------------------------------- | ------------------------------------------------------------------------------------ | ------------------------------------------------------------------------------------ | ------------------------------------------------------------------------------ | ------------------------------------------------------------------------------ | ------------------------------------------------------------------------------ | ------------------------------------------------------------------------------ |
| Ururgroßeltern                    | Prinz Andreas von Griechenland (1882–1944) ⚭ 1903 Prinzessin Alice von Battenberg (1885–1969)   | König Georg VI. (1895–1952) ⚭ 1923 Elizabeth Bowes-Lyon (1900–2002)                             | Albert Spencer, 7. Earl Spencer (1892–1975) ⚭ 1919 Lady Cynthia Hamilton (1897–1972) | Maurice Roche, 4. Baron Fermoy (1885–1955) ⚭ 1931 Ruth Gill (1908–1993)              | Richard Noel Middleton (1878–1951) ⚭ 1914 Olive Lupton (1881–1936)             | Frederick Glassborow (1889–1954) ⚭ 1920 Constance Robison (1888–1977)          | Stephen Goldsmith (1886–1938) ⚭ 1909 Edith Chandler (1889–1971)                | Thomas Harrison (1904–1976) ⚭ 1934 Elizabeth Temple (1903–1991)                |
| Urgroßeltern                      | Prinz Philip von Griechenland und Dänemark (1921–2021) ⚭ 1947 Königin Elisabeth II. (1926–2022) | Prinz Philip von Griechenland und Dänemark (1921–2021) ⚭ 1947 Königin Elisabeth II. (1926–2022) | John Spencer, 8. Earl Spencer (1924–1992) ⚭ 1954–1969 Hon. Frances Roche (1936–2004) | John Spencer, 8. Earl Spencer (1924–1992) ⚭ 1954–1969 Hon. Frances Roche (1936–2004) | Peter Middleton (1920–2010) ⚭ 1946 Valerie Glassborow (1924–2006)              | Peter Middleton (1920–2010) ⚭ 1946 Valerie Glassborow (1924–2006)              | Ronald Goldsmith (1931–2003) ⚭ 1953 Dorothy Harrison (1935–2006)               | Ronald Goldsmith (1931–2003) ⚭ 1953 Dorothy Harrison (1935–2006)               |
| Großeltern                        | König Charles III. (* 1948) ⚭ 1981–1996 Lady Diana Spencer (1961–1997)                          | König Charles III. (* 1948) ⚭ 1981–1996 Lady Diana Spencer (1961–1997)                          | König Charles III. (* 1948) ⚭ 1981–1996 Lady Diana Spencer (1961–1997)               | König Charles III. (* 1948) ⚭ 1981–1996 Lady Diana Spencer (1961–1997)               | Michael Middleton (* 1949) ⚭ 1980 Carole Goldsmith (* 1955)                    | Michael Middleton (* 1949) ⚭ 1980 Carole Goldsmith (* 1955)                    | Michael Middleton (* 1949) ⚭ 1980 Carole Goldsmith (* 1955)                    | Michael Middleton (* 1949) ⚭ 1980 Carole Goldsmith (* 1955)                    |
| Eltern                            | William, Prince of Wales (* 1982) ⚭ 2011 Catherine, Princess of Wales (* 1982)                  | William, Prince of Wales (* 1982) ⚭ 2011 Catherine, Princess of Wales (* 1982)                  | William, Prince of Wales (* 1982) ⚭ 2011 Catherine, Princess of Wales (* 1982)       | William, Prince of Wales (* 1982) ⚭ 2011 Catherine, Princess of Wales (* 1982)       | William, Prince of Wales (* 1982) ⚭ 2011 Catherine, Princess of Wales (* 1982) | William, Prince of Wales (* 1982) ⚭ 2011 Catherine, Princess of Wales (* 1982) | William, Prince of Wales (* 1982) ⚭ 2011 Catherine, Princess of Wales (* 1982) | William, Prince of Wales (* 1982) ⚭ 2011 Catherine, Princess of Wales (* 1982) |
| Prince George of Wales (* 2013)   |                                                                                                 |                                                                                                 |                                                                                      |                                                                                      |                                                                                |                                                                                |                                                                                |                                                                                |